# ORICON NEWS
ORICON NEWS（オリコンニュース）は、オリコン株式会社のグループ会社である株式会社oricon MEが運営する総合トレンドメディアサイト。ニュース編集、配信、動画、SNS部門はオリコンNewS株式会社の管轄。

## 概要
ORICON NEWSは、芸能情報をはじめ、ドラマ・アニメ・音楽・映画・お笑い・動画配信サービスなど、最新のエンタメ情報を幅広く発信する総合トレンドメディア。月間3,000本以上のニュース・特集記事を配信。2020年には月間3億のPVに達している。
Yahoo!ニュースやLINEニュース、47NEWS、地方紙のニュースサイトなど約100社に配信。X（旧Twitter）のフォロワーは150万人、LINE公式アカウントの友達登録数は300万人、YouTubeのチャンネル登録者数も200万人を誇るなど、エンタメ情報サイトとしては国内最大規模の配信ネットワークを有している。

## 歴史
- 2004年、「ORICON MUSIC SITE」を「ORICON STYLE」にリニューアル[6]。
- 2013年、ニュース編集部門を分社独立し、オリコンNewS株式会社を設立[7]。
- 2017年1月、総合トレンドメディア「ORICON NEWS」にリニューアル[8]。
- 2024年3月、運営するオリコンNews社が新体制となり、代表取締役社長に永井祐輝が就任。オリコン株式会社の代表取締役社長である小池恒が取締役になる[9]。

## 関連番組
- ライターズ!（日本テレビ）

番組中には、ORICON NEWS所属の記者もインタビューを行っている。